# Sam Houston State University
Die Sam Houston State University (auch SHSU oder Sam genannt) ist eine staatliche Universität in Huntsville im US-Bundesstaat Texas. Mit 15.903 Studenten ist sie der zweitgrößte Standort des Texas State University System.

## Geschichte
Die Universität wurde 1879 mit 110 Studenten als Sam Houston Normal Institute gegründet. Nach mehreren Namensänderungen erhielt sie 1969 ihren heutigen Namen.

## Fakultäten
- Geistes- und Sozialwissenschaften
- Künste und Wissenschaften
- Pädagogik
- Strafrecht
- Wirtschaftswissenschaften

## Sport
Die Sportmannschaften der Universität werden die Sam Houston Bearkats genannt. Die Hochschule ist Mitglied in der Conference USA seit 1. Juli 2023.

## Persönlichkeiten
- Walt Anderson – Zahnarzt und American-Football-Schiedsrichter
- Dana Andrews – Schauspieler
- Richard Linklater – Filmregisseur
- Josh McCown – American-Football-Spieler
- Mike Nelms – American-Football- und Canadian-Football-Spieler
- Dan Rather – Journalist
- Thaksin Shinawatra – ehemaliger Premierminister von Thailand (1979, Ph.D. in Criminal Justice)